# ريتشارد هنري بارك
ريتشارد هنري بارك (بالإنجليزية: Richard Henry Park)‏ هو نحات أمريكي، ولد في 17 فبراير 1832 في هيبرون في الولايات المتحدة، وتوفي في 1902 في باتل كريك في الولايات المتحدة.
نحت بارك تمثالًا لجورج واشنطن كأول عمل فني عام له في ميلووكي. نفذ تمثالًا تذكاريًا برونزيًا لنائب رئيس الولايات المتحدة الحادي والعشرين، وعمل أيضًا على عدة منحوتات أخرى، كتمثال أول مواطن أبيض في ميلووكي، وكذلك تمثال لعمدة ميلووكي الأول. شارك في معرض شيكاغو الأول بعدة منحوتات له عام 1893.

## حياته ومهنته
ولد بارك في 17 فبراير عام 1838 في هيبورن، كونيتيكت. ألهمه معرض هيرام باورز ليصبح نحاتًا. عمل بارك منذ عام 1855 في استديو ألباني في نيويورك للنحات إيراستوس دو بالمر، الذي كان من أبرز النحاتين الكلاسيكيين الجدد في عصره. عمل في البدء كصبي متمرن في قطع الرخام وصنع نسخ رخامية من أعمال بالمر، إلى جانب نحاتين مستقبليين آخرين هما لونت تومبسون وتشارلز كالفيرلي. انتقل إلى مدينة نيويورك ليؤسس عمله الخاص قبل أن ينتقل إلى فلورنسا في إيطاليا عام 1871. كانت أعماله الأولى من الرخام، تحولت بعدها لتصبح من البرونز للمنحوتات الطبيعية، تماشيًا مع التوجه الأمريكي في مجال النحت في أواخر القرن التاسع عشر.
كلف بارك أثناء فترة إقامته في فلورنسا بنحت تمثال نصفي من الرخام لجون بلانكينتون، وهو رجل أعمال ماهر أسس صناعة اللحوم في ويسكنسون واعتبر في المقام الأول من مواطني ميلووكي. عُرف بلانكينتون بقناعاته الدينية الراسخة ونجاحه العائد إلى تربية متواضعة، وكذلك بأعماله الإنسانية العامة، فلقب «بالتاجر الأمير والتاجر السخي». سافرت ابنته إليزابيث إلى أوروبا عام 1879 والتقت بارك في فلورنسا. أقنعت إليزابيث والدها حين عودتها إلى ميلووكي، بأن يكلف بارك بنحت أول عمل فني عام في ميلووكي، وهو صرح تذكاري لجورج واشنطن. نفذ بارك منحوتته تلك في فلورنسا ثم شحنت إلى ميلووكي في نوفمبر عام 1885. تبرعت إليزابيث بهذا العمل إلى مدينة ميلووكي كبادرة محبة. ارتبط بارك بإليزابيث في وقت لاحق، وفي عام 1886 بدأ جون بلانكينتون ببناء قصر كهدية زفاف لابنته الوحيدة. تزوج بارك امرأة ثانية في 18 سبتمبر عام 1887، وهي راقصة من مينيابوليس، وذلك بعد فترة وجيزة من إتمامه لصرح جونو (اعترافًا بعمدة ميلووكي الأول سولومون جونو). عندما علمت إليزابيث بزواجه، سافرت في رحلة طويلة إلى أوروبا وعند عودتها ألقت نظرة واحدة فقط على القصر الذي بناه والدها كهدية زفاف لها، ويقال إنها لم تزره مرة أخرى أبدًا. 
صنع بارك تمثالًا تذكاريًا من البرونز كبير الحجم لنائب رئيس الولايات المتحدة الحادي والعشرين توماس هندريكس. كشف عن التمثال عام 1890 في ساحة مقر ولاية إنديانا في إنديانابوليس. نقل بارك الاستديو الخاص به بعد ذلك إلى شيكاغو للحصول على عمولات مقابل أعماله في برامج النحت لمعرض شيكاغو العالمي لعام 1893. التقى بارك مع لي لوري في شيكاغو وعمل الأخير كمتدرب ومساعد لديه منذ عام 1891 وحتى عام 1894. واحد من الصروح التي عملوا عليها كان صرحًا تذكاريًا كبير الحجم من الفضة لولاية مونتانا بعنوان عدالة، وعرض في ماينز آند مايننغ بيلدينغ. سرت شائعة حول صهر التمثال لاحقًا من أجل الفضة. يوجد صورة للنموذج الذي جسده التمثال على الوجه الخلفي لميدالية صنعت عام 1893. اعتبر المؤرخ ويليام غيرتس أن أعظم إرث خلفه بارك، هو كونه كان معلمًا ومرشدًا حقيقيًا للوري.
ارتبط بارك مع عائلة بلانكينتون لبعض الوقت، فطلب منه ويليام بلانكينتون، شقيق إليزابيث البقاء لمدة ستة أشهر في شيكاغو للعمل على تمثال لجون بلانكينتون بعد وفاته عام 1891. وصف التمثال بأنه «تمثال برونزي وسيم» وكشف عنه في 29 يونيو عام 1892 لعامة الشعب، ووصفت الغالبية منهم هذا العمل «بأنه واحد من أكثر التماثيل المشابهة تمامًا لشخصية العم جون بلانكينتون التي يمكن لأحد ما أن ينفذها». وضع التمثال في فندق بلانكينتون هاوس إلى أن أعيد تطوير الموقع في عام 1915 ليصبح منطقة تسوق، بلانكينتون آركيد، التي ضمت مبنىً بصالة مستديرة حيث وضع التمثال. خضع التمثال لعدة أشهر من أعمال الترميم في عام 2012، قبل أن يعاد إلى مكانه في الصالة المستديرة التي تشكل اليوم جزءًا من ساحة التسوق الكبرى.
كان تمثال بينجامين فرانكلين واحدًا من التماثيل البرونزية التي نفذها بارك لمعرض شيكاغو، وأعيد وضعه بعد ثلاث سنوات في حديقة لينكولن وسط مدينة شيكاغو. أدرجت خمس منحوتات في قائمة ميلووكي خلال تقييم للصروح التذكارية العامة في المدينة عام 1895، كان ضمن هذه الأعمال الخمسة المدرجة منحوتتين من تنفيذ بارك. اشتهر بارك بنصب تذكاري للممثل إدغار آلان بو عام 1884 في متحف المتروبوليتان للفنون في مدينة نيويورك، وكذلك بتمثال كريستوفر كولومبوس وهو يشرب من نافورة دريك في شيكاغو عام 1892.
سجلت الأديبة والمؤرخة الفنية لوريتا ديميك أن بارك توفي في عام 1902 في باتل كريك في ميشيغان، على الرغم من اعتقاد البعض أنه توفي في مدينة نيويورك. تأكدت المعلومات التي سجلتها ديميك فيما يخص مكان وتاريخ وفاته من خلال نعي نشرته صحيفة شيكاغو تريبيون، ذكر فيه أن بارك توفي في مصحة باتل كريك في 8 نوفمبر عام 1902.

## أعماله

### صرح جورج واشنطن التذكاري، 1885
كلفت إليزابيث بلانكينتون بارك بتنفيذ تمثال تذكاري لجورج واشنطن ليكون أول قطعة فنية تمثل الفن العام في ميلووكي تعبيرًا عن حبها لهذه المدينة، وكلف العمل نحو 20,000 دولار أمريكي (ما يعادل 507,000 دولار أمريكي في عام 2020). كشف عن التمثال في عام 1885. يجسد التمثال شخص جورج واشنطن بلباسه الرسمي عندما كان في الثالثة والأربعين من عمره كقائد عام للجيش الاستعماري، بطول 9 قدم و2 إنش (2.79 مترًا)، يقوم التمثال على قاعدة من الجرانيت بطول 12 قدم و1 إنش (3.68 مترًا). أضيف إلى النصب التذكاري عند قاعدته تمثال برونزي لأم وطفلها بطلب من بلانكينتون. أراد بلانكينتون من هذه الإضافة أن يخبر الجيل الجديد الذي جاء إلى ميلووكي بعد الهجرة الكبيرة التي شهدتها المدينة، أهمية التاريخ وعظمته، من خلال صورة الطفل الذي يتعرف على أحد الآباء المؤسسين للولايات المتحدة. قال أحد المتحدثين في حفل التدشين: «في قادم الأيام، حين يسير رجال آخرون في هذه الشوارع، سيكون هذا النصب التذكاري، شاهدًا تاريخيًا للمسنين وعبرة للشباب». وصف النصب التذكاري ضمن مونيومينتال نيوز عام 1895 بأنه «كلاسيكي الطراز قريبًا من التقليدية». نقل التمثال إلى ولاية إلينوي في منتصف عام 2016 لإجراء عمليات الترميم نتيجة تعرضه للتآكل على مر السنين، وذلك وفقًا لتقرير أعده المرمم الأثري آندريه دانويسكي لجمعية ويست تاون عام 2014، أظهر وجود تصدع كبير في أحد قدمي التمثال نتيجة للصدأ، بالإضافة إلى أن السيف الذي يحمله التمثال قد لا يكون السيف الأصلي. كلفت عمليات الترميم نحو 100,000 دولار أمريكي، تكفلت جمعية ويست تاون بدفع 60,000 دولار أمريكي منها، وأعيد النصب التذكاري إلى ميلووكي في يناير عام 2018. أصبح لون التمثال اليوم برونزي داكن وليس أخضر كما كان سابقًا، وصرح العمدة توم باريت الذي أشرف على عملية إعادته إلى مكانه «مازالت أول قطعة فنية عامة لدينا بحالة جيدة ونقية».

## معرض صور

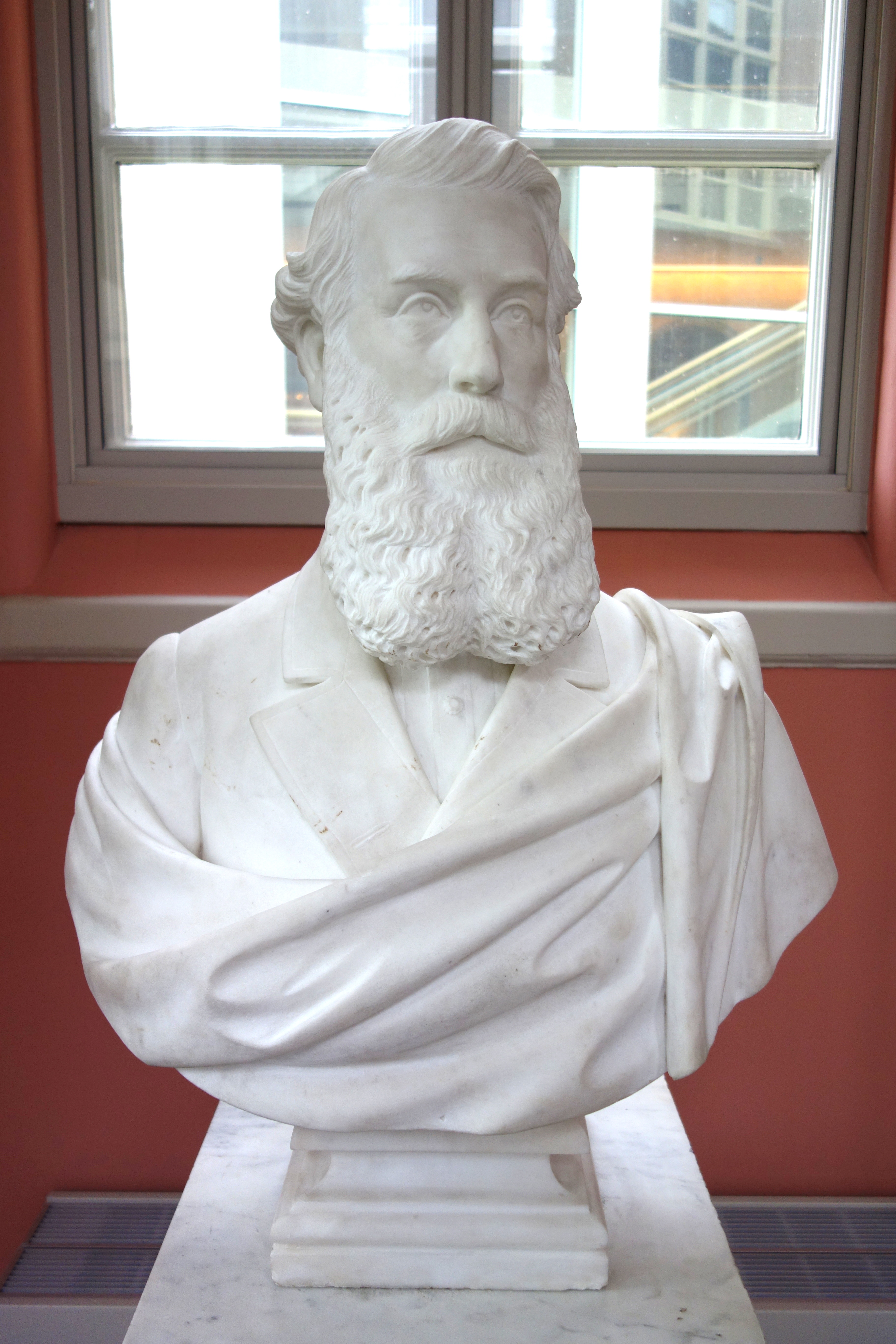
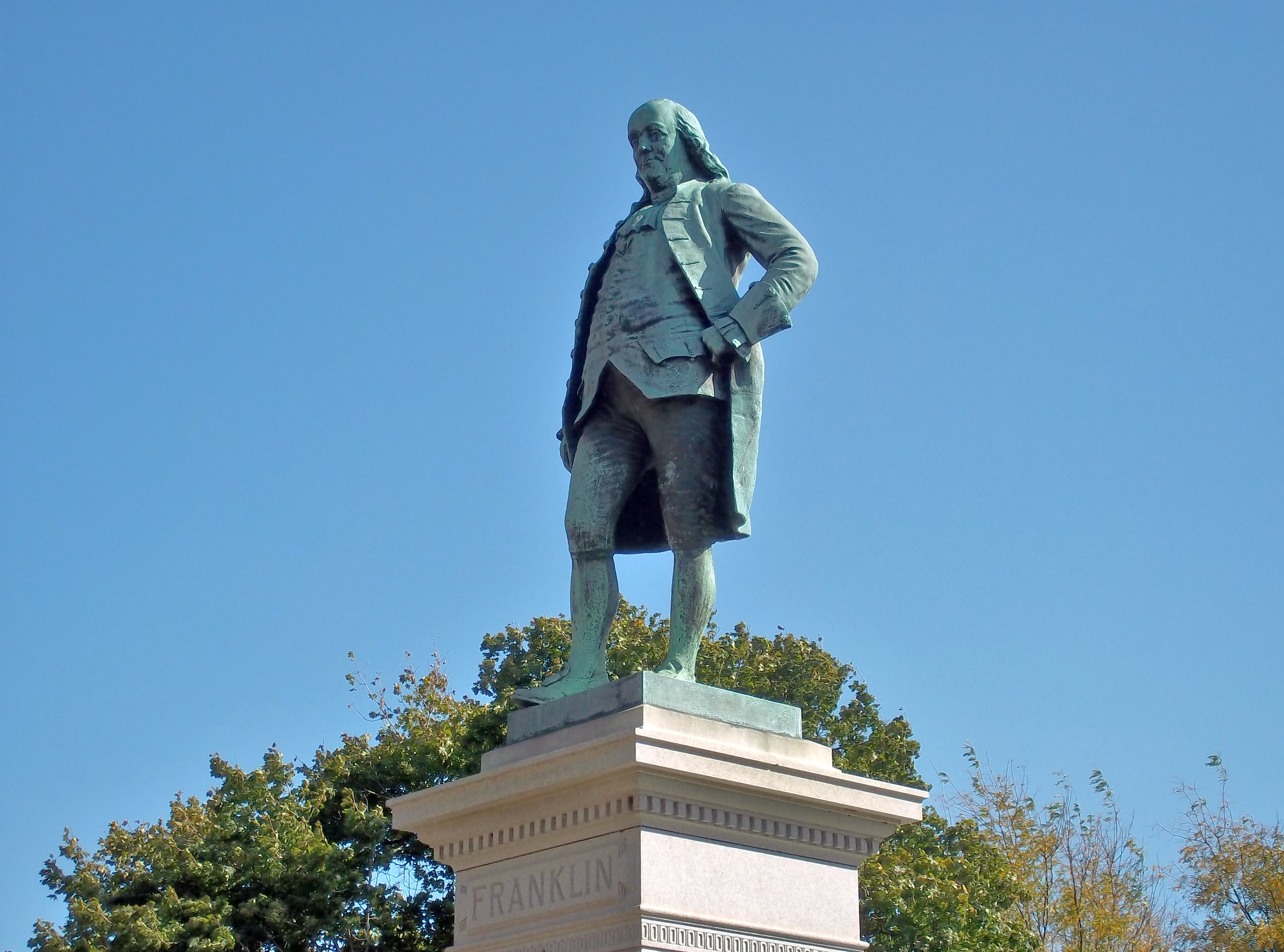
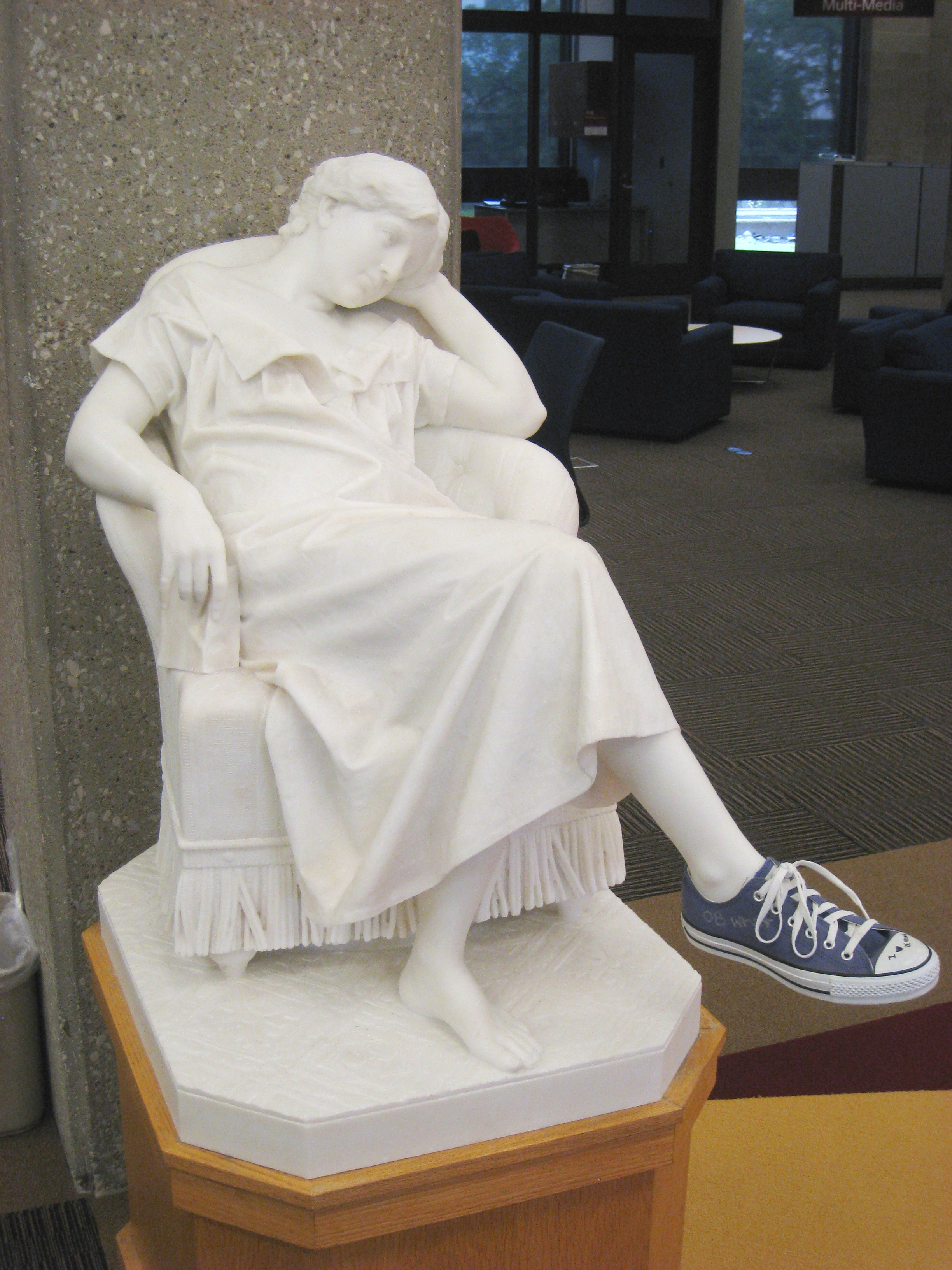
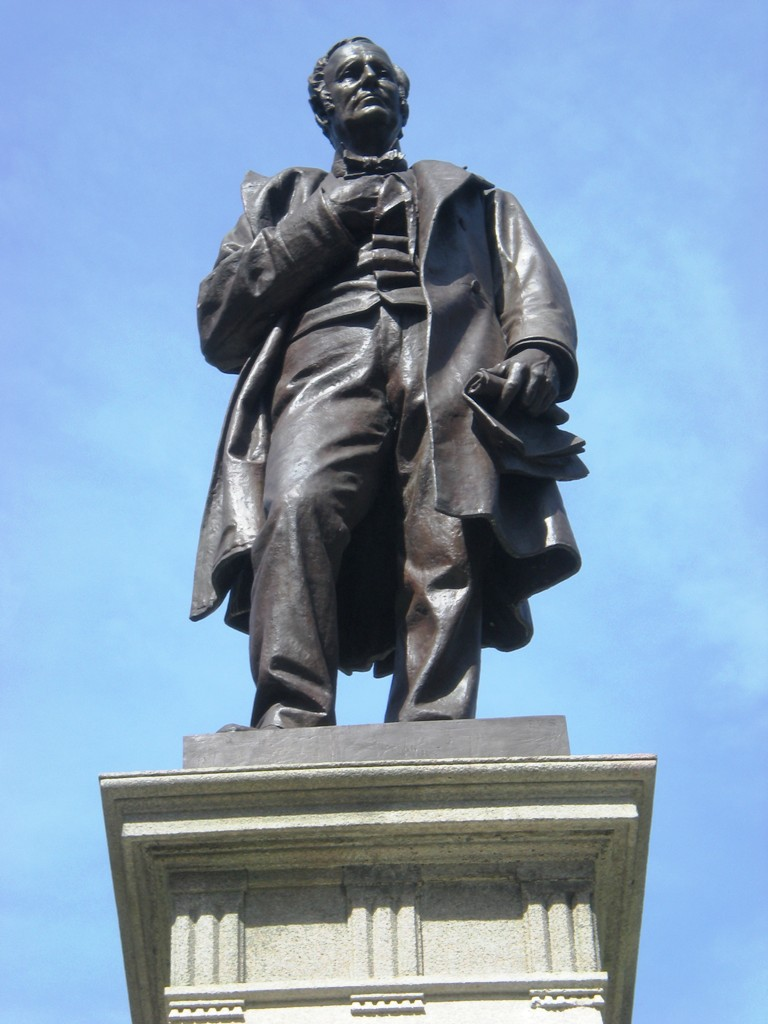
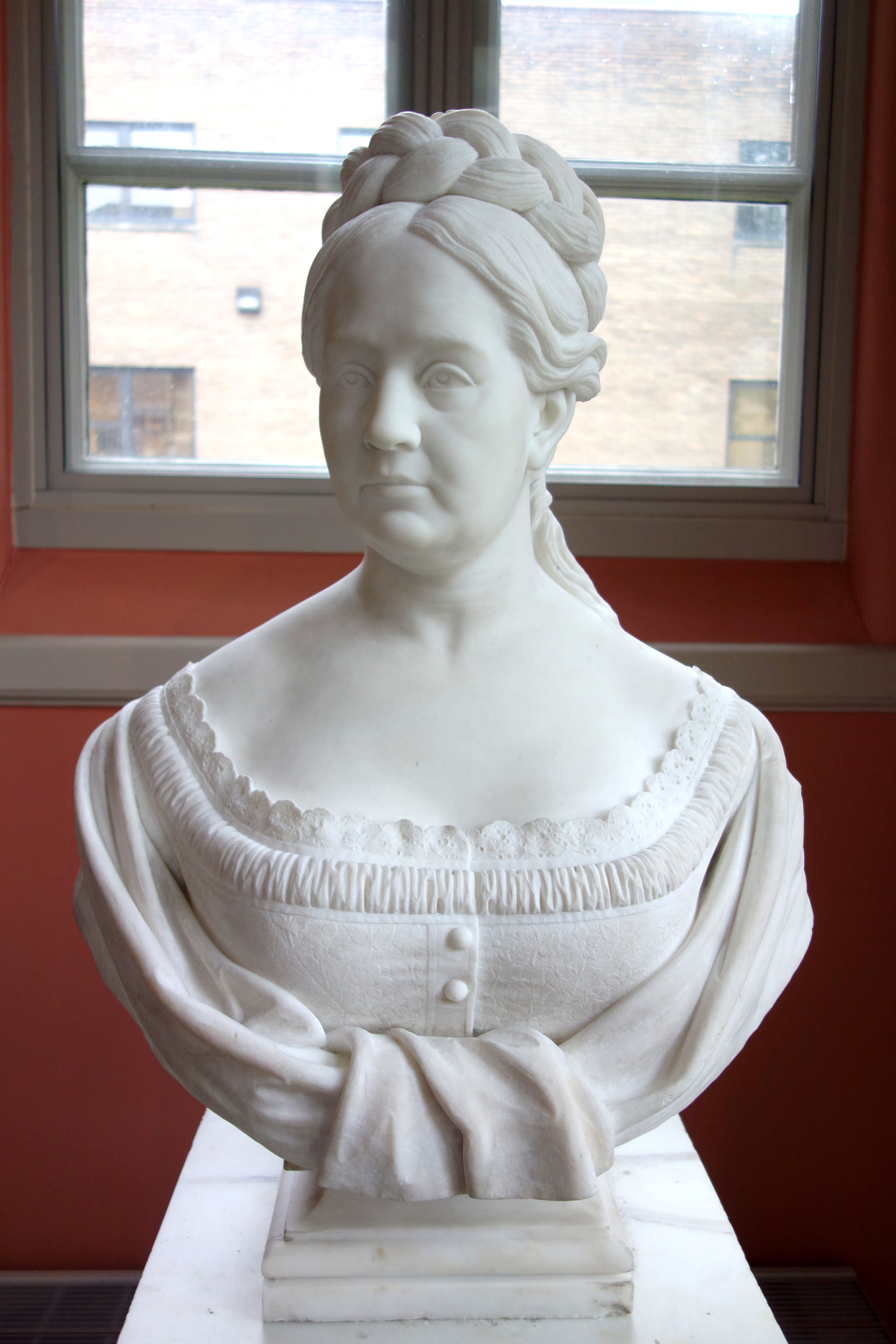